# Diemen
Diemen è una città con una popolazione di 32 185 abitanti nella provincia dell'Olanda Settentrionale, Paesi Bassi. Si trova a circa 6 km (3,7 miglia) a sud-est del centro di Amsterdam, all'interno dell'area metropolitana di Amsterdam.

## Etimologia
Il nome Diemen deriva dal fiume Diem, che ha origine da die eme, che significa l'acqua.

## Geografia
Diemen si trova nella provincia dell'Olanda Settentrionale, nell'ovest dei Paesi Bassi. La città fa parte dell'area urbana di Amsterdam ed è situata tra Amsterdam-Oost (IJburg, Watergraafsmeer), Ouder-Amstel (Duivendrecht), Amsterdam-Zuidoost (Bijlmer, Driemond) e Muiden.

Tre corsi d'acqua attraversano il comune: il Weespertrekvaart da ovest a sud, il canale Amsterdam-Reno da nord a est e il fiume Diem da sud a nord. Il fiume è l'omonimo di Diemen. La città può essere divisa in tre quartieri: Diemen Noord, Diemen Centrum e Diemen Zuid.

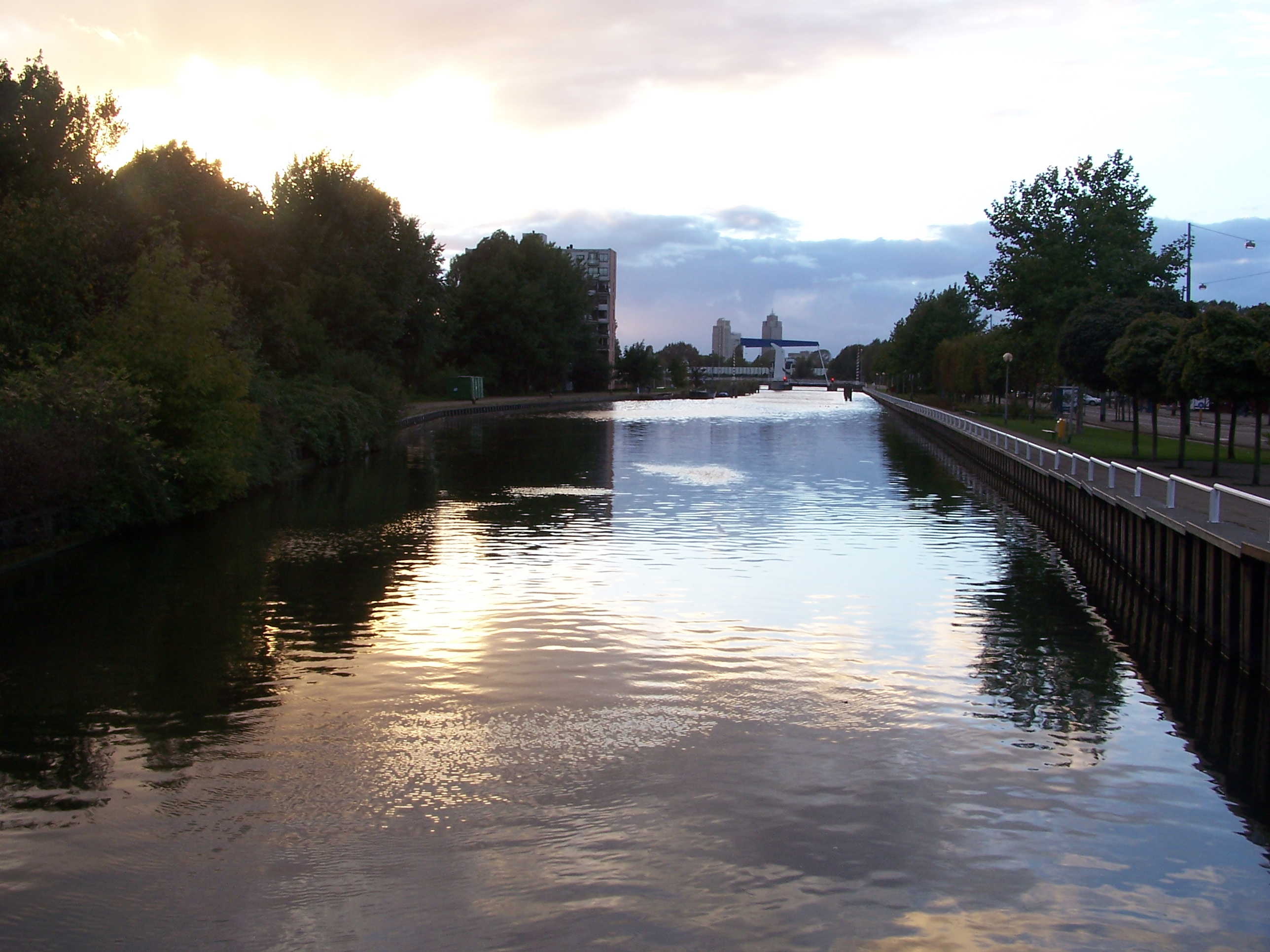
Il Weespertrekvaart, un canale navigabile che scorre attraverso Diemen

Diemen Noord si trova sulla riva sud del canale Amsterdam-Reno, che lo separa dal quartiere di Amsterdam IJburg, sulla riva occidentale del fiume Diem e sul lato nord della ferrovia Amsterdam-Zutphen. L'area contiene case, alcune delle quali sono case tardomedievali rinnovate, un piccolo centro commerciale, e ad est un'area verde chiamata Diemerpolder.
Diemen Centrum si estende dal Watergraafsmeer a ovest, da cui è separato dall'autostrada A10, fino a nord-est del comune con l'area rurale Overdiemerpolder, una centrale elettrica e l'area verde Diemervijfhoek. Il quartiere contiene case e condomini, il centro commerciale più grande del comune e il municipio. La stazione ferroviaria Diemen si trova tra Noord e Centrum.
Diemen Zuid si trova vicino a Duivendrecht, Bijlmer e Driemond. Contiene case e condomini, un piccolo centro commerciale e una sede della Hogeschool Inholland (Università della Scienza applicate dell'InHolland). Sul confine sud-ovest si trova la stazione ferroviaria Diemen Zuid per metro e treni. La parte est del quartiere contiene un'area industriale e un'area verde chiamata Diemerbos.

## Società

### Evoluzione demografica
Il comune ha una popolazione di 32 185 abitanti, di cui il 51% è nativo olandese, il 18% proviene da paesi occidentali, il 4% dal Marocco, il 2% dalle Antille Olandesi e Aruba, l'8% dal Suriname, il 3% dalla Turchia e infine il restante 14% da altri paesi non occidentali.

## Infrastrutture e trasporti
Le autostrade A1 (E231) e A9 attraversano il comune di Diemen e l'autostrada A10 (tangenziale di Amsterdam) si trova appena fuori dal confine municipale con Amsterdam.
Diemen ha due stazioni ferroviarie, Diemen sulla ferrovia Amsterdam–Zutphen e Diemen Zuid sulla ferrovia Weesp–Leiden. Tutti i servizi ferroviari da e per Diemen sono gestiti dalla Nederlandse Spoorwegen (NS). La stazione ferroviaria Diemen Zuid collega la città alla rete metropolitana del Gemeentelijk Vervoerbedrijf (GVB).
I servizi di tram (linea 19), autobus e autobus notturni collegano Diemen ad Amsterdam e ad altre città della zona.
La linea 44 del servizio di autobus collega Diemen North alla stazione ferroviaria e metropolitana di Amsterdam Bijlmer Arena.

## Cultura

### Istruzione
Ci sono otto scuole primarie a Diemen. Di queste, quattro sono scuole pubbliche (De Octopus, 't Palet Diemen, De Kersenboom, Het Atelier) mentre le rimanenti sono scuole di collaborazione o cattoliche (De Ark, De Duif, Sint-Petrusschool) o speciali generali, cioè non religiose ma che seguono comunque un curriculum educativo speciale (De Nieuwe Kring).
Non ci sono scuole secondarie pubbliche a Diemen, ma vi è in programma di aprire una sede locale della Open Schoolgemeenschap Bijlmer (OSB) entro il 2023.
C'è un unico istituto di istruzione terziaria a Diemen: l'università di scienze applicate Inholland con sede a Diemen Zuid. Le università più vicine sono ad Amsterdam.